# Droga I/2 (Słowacja)
Droga krajowa nr 2 (słow. cesta I. triedy 2, I/2) – droga krajowa I kategorii na Słowacji mająca początek w mieście Holíč w pobliżu granicy z Czechami i kończąca się w Čunovie (dzielnica Bratysławy) na granicy z Węgrami. Jej długość wynosi 100,03 km. Przed wybudowaniem autostrady D2 była częścią drogi międzynarodowej E65. Na dwóch niewielkich odcinkach w Bratysławie trasa ma wspólny przebieg z autostradą D2 (trasa europejska E65) i autostradą D1 (trasy europejskie E58 i E75).

## Ważniejsze miejscowości leżące na trasie I/2
- Holíč
- Kúty
- Malacky
- Stupava
- Bratysława